# Asynchronous Procedure Call
 (mars 2010).
Si vous disposez d'ouvrages ou d'articles de référence ou si vous connaissez des sites web de qualité traitant du thème abordé ici, merci de compléter l'article en donnant les références utiles à sa vérifiabilité et en les liant à la section « Notes et références ».
 (mars 2010).
Sa qualité peut être largement améliorée en utilisant un vocabulaire plus directement compréhensible.
Les Asynchronous Procedure Calls (APC) sont des fonctions informatiques qui s'exécutent de façon asynchrone, mais dans le contexte d'exécution courant (c'est-à-dire dans le contexte du thread ayant appelé l'APC).
Le principe est similaire aux appels DPC, mais qui seraient limités au contexte du processus courant.

## Implémentation sous Windows
L'API Windows supporte les APC. Chaque thread du système possède sa propre file d'appels APC.
Le système utilise massivement ce principe pour les appels systèmes tels que la lecture et l'écriture vers les fichiers, les timers, etc.